# Agathosma blaerioides
Agathosma blaerioides är en vinruteväxtart som beskrevs av Adelbert von Chamisso. Agathosma blaerioides ingår i släktet Agathosma och familjen vinruteväxter. Inga underarter finns listade i Catalogue of Life.